# Диамантена гугутка
Диамантената гугутка (Geopelia cuneata) е вид птица един от най-дребните видове от семейство Гълъбови. 

## Таксономия и етимология
Английският орнитолог Джон Лейтъм първи описва диамантената гугутка през 1801 г. Видовото име „диамантена“ е препратка към белите пръски на крилата.

## Описание
Диамантената гугутка е сравнително дребен представител на рода със средна дължина около 19 – 21 см. Теглото ѝ достига 45 гр, а размаха на крилете около 30 cm. Има слабо изразен полов диморфизъм, мъжкият е с по-големи и по-ярко червени кожни кръгове около очите, докато при женската са по-скоро розовеещи и тънки. Женската също така е с по-кафеникав цвят. Младите птици са с по-светли клюнове и кожата около очите е по-кафеникава. През зимата оперението придобива по-изразен кафеникав оттенък. Гласа им е сравнително тихо и мелодично гукане, значително по-разнообразно от това на гугутките и гълъбите и с по-широк диапазон на тоновете. Също така за разлика от гълъбите при токуване мъжкия повдига вертикално опашката и при всеки поклон я разперва. Женските гукат много по-слабо, монотонно и рядко. Извън размножителния сезон мъжките практически престават да издават звуци. 
В сравнение с другите видове гълъби, човката е по-слаба и тънка, а опашката удължена с изразена клиновидна форма. Общата окраска е в сиво, крилете по-тъмни и напръскани с бели точици, маховите пера са кафяви, а опашката тъмна, сред отглежданите от хората птици се среща голямо разнообразие от цветове и тонове, бели, сребристи, жълтеникави, кафяви и др.

## Разпространение
В естествено състояние се срещат в Австралия. Видът не е застрашен от изчезване, сравнително често срещан. 

## Начин на живот
Сравнително сухолюбиви птици, дори в големи горещини не пият много вода и не се къпят. Не са много плашливи и са сравнително миролюбиви по характер с изключение между мъжките към същия или сродни видове.
Хранят се със зърнени култури с по-дребни семена, по-рядко ядат кълнове, зеленина и плодчета. Храната си търсят по земята. Полетът им е бърз, маневрен и летят добре, често кацат и се задържат на земята. 
Моногамни са и предпочитат да живеят на двойки, не им се нрави съжителство с други представители на семейството. Гнездото е изградено в клони или на тераски от тънки клечици и сламки. Снася две яйца подобно на повечето видове гълъбови. Малките към шестия месец започват да проявяват полов диморфизъм и към едногодишна възраст могат да се размножават. Живеят около 10-15 години в плен, а на свобода наполовина.
Много популярна и често срещана декоративна птица, отглежда се и се размножава лесно. При отглеждането най-добре да е само една двойка в клетката, а самата клетка да има достатъчни размери за кратък полет, например 30х40х60 cm, като минимален размер, но за предпочитане е волиера с поне метър най-късата страна.

## Галерия
- Кадър отблизо
- Диамантена гугутка и зеброва амадина на водопой в Северната територия, Австралия
- Птица в плен; ясно се вижда окраската при разперени крила